# گرومول بنفش
گروموِل بنفش (紫草) که در زبان ژاپنی موراساکی (ムラサキ; 紫)، به معنی بنفش نامیده می‌شود یک گونه از سنگدانه (سرده) است.

## کاربرد در ژاپن
از دیرباز به عنوان ماده اولیه رنگ بنفش مایل به آبی به نام ادو موراساکی استفاده می‌شده‌است. ادو موراساکی در اصل رنگی است که با استفاده از ریشه‌های گیاه بنفش به عنوان ماده اولیه به دست می‌آمد. برای رنگ آمیزی، ریشه گیاه خشک را پودر کرده و با آب ولرم عصاره‌گیری کرده و با ملاط کردن با لیمو آن را تبدیل به ماده رنگ کننده می‌کنند.